# Wyszcza liha (1993/1994)
Wyszcza liha w piłce nożnej 1993/1994 – III edycja najwyższych w hierarchii rozgrywek ligowych ukraińskiej klubowej piłki nożnej. Sezon rozpoczął się 8 sierpnia 1993, a zakończył się 19 czerwca 1994.

## Drużyny
Zespoły występujące w Wyszczej Lidze 1993/1994
- Bukowyna Czerniowce
- Czornomoreć Odessa
- Dnipro Dniepropetrowsk
- Dynamo Kijów
- Karpaty Lwów
- Kremiń Krzemieńczuk
- Krywbas Krzywy Róg
- Metalist Charków
- Metałurh Zaporoże
- Nywa Tarnopol
- Nywa Winnica
- Szachtar Donieck
- Tawrija Symferopol
- Temp Szepietówka
- Torpedo Zaporoże
- Weres Równe
- Wołyń Łuck
- Zoria-MAŁS Ługańsk

Uwagi
- – zespoły, które awansowały z Pierwszej ligi edycji 1992/93.

## Stadiony
| Lp. | Klub                   | Miasto          | Stadion               | Pojemność |
| --- | ---------------------- | --------------- | --------------------- | --------- |
| 1   | Bukowyna Czerniowce    | Czerniowce      | Stadion Bukowyna      | 12 000    |
| 2   | Czornomoreć Odessa     | Odessa          | Stadion CCzMP         | 20 836    |
| 3   | Dnipro Dniepropetrowsk | Dniepropetrowsk | Stadion Dnipro Meteor | 24 381    |
| 4   | Dynamo Kijów           | Kijów           | Stadion Dynamo        | 16 873    |
| 5   | Karpaty Lwów           | Lwów            | Stadion Ukraina       | 28 051    |
| 6   | Kremiń Krzemieńczuk    | Krzemieńczuk    | Stadion Dnipro        | 11 300    |
| 7   | Krywbas Krzywy Róg     | Krzywy Róg      | Stadion Metałurh      | 29 782    |
| 8   | Metalist Charków       | Charków         | Stadion Metalist      | 43 000    |
| 9   | Metałurh Zaporoże      | Zaporoże        | Stadion Metałurh      | 11 883    |
| 10  | Nywa Tarnopol          | Tarnopol        | Stadion Miejski       | 16 450    |
| 11  | Nywa Winnica           | Winnica         | Stadion Centralny     | 24 000    |
| 12  | Szachtar Donieck       | Donieck         | Stadion Szachtar      | 31 718    |
| 13  | Tawrija Symferopol     | Symferopol      | Stadion Łokomotyw     | 20 000    |
| 14  | Temp Szepietówka       | Szepetówka      | Stadion Temp          | 1 000     |
| 15  | Torpedo Zaporoże       | Zaporoże        | Stadion ZAZ           | 15 000    |
| 16  | Weres Równe            | Równe           | Stadion Awanhard      | 4 500     |
| 17  | Wołyń Łuck             | Łuck            | Stadion Awanhard      | 10 792    |
| 18  | Zoria Ługańsk          | Ługańsk         | Stadion Awanhard      | 23 243    |

## Tabela
|    | Klub                   | M  | Zw. | Rem. | Por. | BZ | BS | +/- | Pkt. | Uwagi                     |
| -- | ---------------------- | -- | --- | ---- | ---- | -- | -- | --- | ---- | ------------------------- |
| 1  | Dynamo Kijów           | 34 | 23  | 10   | 1    | 61 | 21 | 40  | 56   | Liga Mistrzów             |
| 2  | Szachtar Donieck       | 34 | 20  | 9    | 5    | 64 | 32 | 32  | 49   | Puchar UEFA               |
| 3  | Czornomoreć Odessa     | 34 | 20  | 8    | 6    | 52 | 23 | 29  | 48   | Puchar Zdobywców Pucharów |
| 4  | Dnipro Dniepropetrowsk | 34 | 16  | 9    | 9    | 53 | 35 | 18  | 41   |                           |
| 5  | Karpaty Lwów           | 34 | 16  | 8    | 10   | 37 | 30 | 7   | 40   |                           |
| 6  | Krywbas Krzywy Róg     | 34 | 14  | 8    | 12   | 26 | 26 | 0   | 36   |                           |
| 7  | Nywa Tarnopol          | 34 | 13  | 10   | 11   | 44 | 26 | 20  | 36   |                           |
| 8  | Tawrija Symferopol     | 34 | 12  | 10   | 12   | 41 | 34 | 7   | 34   |                           |
| 9  | Temp Szepietówka       | 34 | 12  | 8    | 14   | 39 | 38 | 1   | 32   |                           |
| 10 | Nywa Winnica           | 34 | 12  | 8    | 14   | 37 | 45 | -8  | 32   |                           |
| 11 | Wołyń Łuck             | 34 | 10  | 12   | 12   | 27 | 30 | -3  | 32   |                           |
| 12 | Weres Równe            | 34 | 10  | 12   | 12   | 32 | 36 | -4  | 32   |                           |
| 13 | Torpedo Zaporoże       | 34 | 9   | 10   | 15   | 27 | 39 | -12 | 28   |                           |
| 14 | Zoria-MAŁS Ługańsk     | 34 | 10  | 6    | 18   | 24 | 46 | -22 | 26   |                           |
| 15 | Kremiń Krzemieńczuk    | 34 | 9   | 8    | 17   | 26 | 39 | -13 | 26   |                           |
| 16 | Metałurh Zaporoże      | 34 | 9   | 6    | 19   | 26 | 49 | -23 | 24   |                           |
| 17 | Bukowyna Czerniowce    | 34 | 7   | 6    | 21   | 25 | 51 | -26 | 20   | Spadek                    |
| 18 | Metalist Charków       | 34 | 6   | 8    | 20   | 22 | 63 | -41 | 20   | Spadek                    |

Legenda:
|  | Eliminacje Ligi Mistrzów  |
|  | Puchar Zdobywców Pucharów |
|  | Puchar UEFA               |
|  | Puchar Intertoto          |
|  | Spadek do Pierwszej Lihi  |

## Najlepsi strzelcy
| # | Strzelec          | Drużyna                | Mecze | Bramki(karne) |
| - | ----------------- | ---------------------- | ----- | ------------- |
| 1 | Tymerłan Husejnow | Czornomoreć Odessa     | 33    | 18 (1)        |
| 2 | Ołeh Matwiejew    | Szachtar Donieck       | 27    | 17 (5)        |
| 3 | Wiktor Łeonenko   | Dynamo Kijów           | 24    | 15 (4)        |
| 4 | Ołeh Moczulak     | Nywa Tarnopol          | 33    | 14            |
| 5 | Serhij Skaczenko  | Temp Szepietówka       | 28    | 13            |
| 5 | Serhij Konowałow  | Dnipro Dniepropetrowsk | 34    | 13            |
| 7 | Pawło Szkapenko   | Dynamo Kijów           | 31    | 12            |
| 7 | Andrij Pokładok   | Karpaty Lwów           | 31    | 12 (1)        |
| 7 | Borys Finkel      | Bukowyna Czerniowce    | 33    | 12            |
| 7 | Serhij Onopko     | Szachtar Donieck       | 33    | 12            |

## Medaliści
(liczba meczów i goli w nawiasach)
| 1. Dynamo Kijów |
| Bramkarze: Andrij Kowtun (14 / -6), Ihor Kutepow (11 / -9), Ołeksandr Szowkowski (9 / -6). Obrońcy: Ołeh Łużny (34 / 1), Serhij Szmatowałenko (27), Władysław Waszczuk (24), Witalij Ponomarenko (19), Andrij Chomyn (17 / 1), Anatolij Bezsmertny (8), Serhij Fedorow (1). Pomocnicy: Dmytro Topczijew (32 / 3), Serhij Mizin (28 / 6), Serhij Kowałeć (28 / 2), Wołodymyr Szaran (19 / 4), Andrij Annenkow (13 / 1), Władysław Prudius (13 / 1), Maksim Diemienko (12), Wjaczesław Chrusłow (10 / 1), Andrij Zawjałow (9 / 2). Napastnicy: Ołeksandr Pryzetko (33 / 7), Pawło Szkapenko (31 / 12), Wiktor Łeonenko (24 / 15), Micheil Dżiszkariani (13 / 1), Witalij Mintenko (12 / 2), Serhij Rebrow (10 / 2), Jurij Hrycyna (10). Trener: Mychajło Fomenko (pierwsza runda - 17 gier), Jożef Sabo (druga runda - 17 gier). Odeszli w sezonie: -. |
| 2. Szachtar Donieck |
| Bramkarze: Dmytro Szutkow (29 / -28), Andrij Kurajew (3 / -3), Wołodymyr Hawryłow (2 / -1). Obrońcy: Wiktor Smyhunow (30 / 1), Ihor Łeonow (29 / 1), Ołeksandr Kowal (28), Andrij Kupcow (24), Ołeksandr Malewanow (7), Pawło Filipenko (2). Pomocnicy: Serhij Onopko (33 / 12), Serhij Jaszczenko (33), Hennadij Orbu (32 / 2), Wałerij Krywencow (29 / 8), Jurij Bieliczenko (29 / 5), Serhij Popow (28 / 3), Ihor Stołowycki (22 / 1), Serhij Kowalow (2). Napastnicy: Ołeh Matwiejew (27 / 17), Serhij Atelkin (27 / 11), Ołeksandr Woskobojnyk (24 / 3). Trener: Wałerij Jaremczenko. Odeszli w sezonie: Ihor Szczerbyna (6) (Zirka Kirowohrad), Ruslan Uzakov (3) (Szachtior Szachty). |
| 3. Czornomoreć Odessa |
| Bramkarze: Ołeh Susłow (34 / -23), Jewhen Nemodruk (2). Obrońcy: Jurij Bukel (32), Andrij Tełesnenko (22 / 1), Wiktor Jabłonski (17), Serhij Bułyhin (16), Jurij Smotrycz (15), Witalij Skysz (10). Pomocnicy: Ihor Żabczenko (32 / 5), Dmytro Parfionow (32 / 3), Wiktor Bohatyr (29 / 3), Rusłan Romanczuk (28 / 1), Ihor Kornijeć (28), Wjaczesław Jeremejew (20 / 5). Napastnicy: Tymerłan Husejnow (33 / 18), Kostiantyn Kułyk (28 / 4), Witalij Parachnewicz (24 / 8). Trener: Wiktor Prokopenko. Odeszli w sezonie: Ołeksandr Bondarenko (11) (Budapesti Vasutas), Ołeh Koszeluk (11) (Beitar Jerozolima), Wołodymyr Łebid´ (10 / 2) (Tawrija Chersoń), Jurij Sak (16) (Spartak Moskwa). |

Uwaga: Piłkarze oznaczone kursywą występowali również na innych pozycjach.